# Bartonia paniculata
Bartonia paniculata är en gentianaväxtart som först beskrevs av André Michaux, och fick sitt nu gällande namn av Henry Ernest Muhlenberg. Bartonia paniculata ingår i släktet Bartonia och familjen gentianaväxter.

## Underarter
Arten delas in i följande underarter:
- B. p. iodandra
- B. p. paniculata
- B. p. texana